# Platysporoides vulgaris
Platysporoides vulgaris är en svampart som först beskrevs av Lewis Edgar Wehmeyer, och fick sitt nu gällande namn av Shoemaker & C.E. Babc. 1992. Platysporoides vulgaris ingår i släktet Platysporoides och familjen Pleosporaceae.  Arten är reproducerande i Sverige. Inga underarter finns listade i Catalogue of Life.